# Пуповина

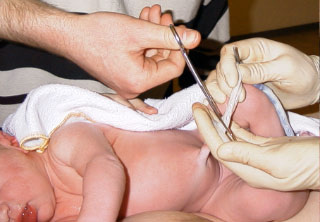
Перерізання людської пуповини

Пуповина або пупковий канатик (лат. funiculus umbilicalis) — сполучний тяж у плацентарних ссавців між ембріоном (плодом) та плацентою вагітної. Під час внутрішньоутробного розвитку пуповина є фізіологічною і генетичною частиною плода і (у людини), як правило, на момент народження складається з двох артерій (лат. arteriae umbilicales) і однієї вени (лат. vena umbilicalis) заключених у вартонові драглі.
Пупкова вена забезпечує плід киснем і поживними речовинами, отриманими від плаценти. Венозна кров повертається до плаценти через пупкові артерії.

## Будова і функції
Людська пуповина у доношених новонароджених має довжину 50-70 см, 1,5-2 см в діаметрі найчастіше спірально закручена і зовні вкрита амніотичною оболонкою. Діаметр пуповини дещо зменшується при наближенні до плаценти. Об'єм крові, що протікає через пуповину, становить приблизно 35мл/хв на 20 тижні і 240мл/хв на 40 тижні вагітності. Що в перерахунку на кг ваги тіла плоду становить 115мл/хв/кг на 20 тижні і 64мл/хв/кг на 40 тижні.
Пуповина одним кінцем прикріпляється до черевної стінки плода, а іншим до плаценти. В місці прикріплення після відпадання пупкового залишку утвориться рубець — пупок.
На початку ембріонального розвитку у пуповині проходить 4 судини, одна з них, права пупкова вена, облітерується між 28-м і 32-м тижнями внутрішньоутробного розвитку. В подальшому функціонують лише 3 судини: дві пупкові артерії і одна пупкова вена.
Типовою для пуповини є наявність драглистої слизової тканини — вартонові драглі, завдяки якій пуповина зберігає гнучкість і досягається перешкоджання механічного пошкодження судин. Вартонові драглі містять нитки тонкого колагену, мало фібробластів і велику кількість гідрофільних молекул гіалуронової кислоти.

### Пупкові вени

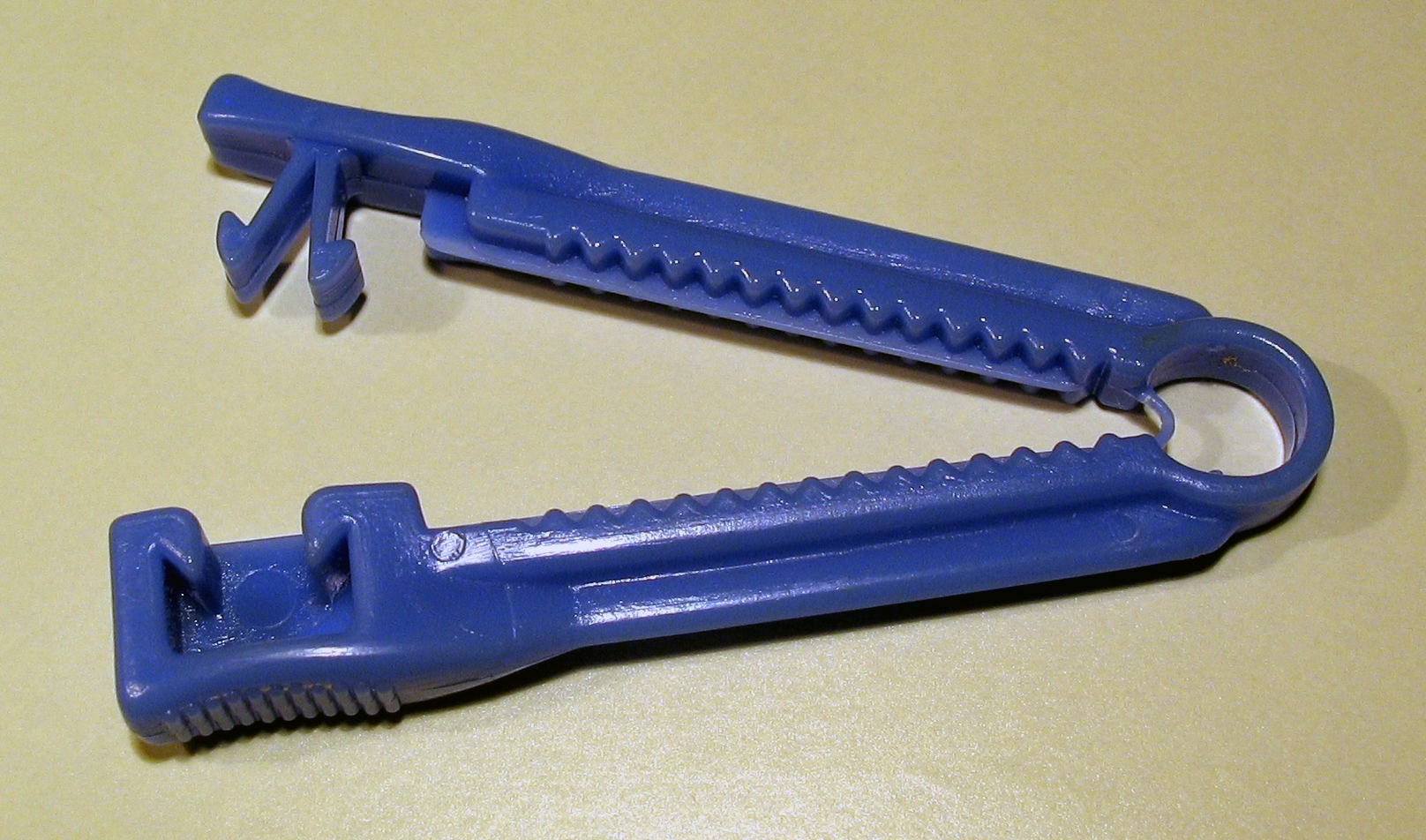
Пупковий затиск

Пупкові вени спочатку парні, а потім одна з них облітерується.
Близько 80 % крові з пупкової вени потрапляє в нижню порожнисту вену через венозну (аранцієву) протоку. Інші 20 % крові потрапляють через печінковий анастомоз до печінки через ворітну вену для її кровопостачання. Печінка у плода виконує переважно кровотворну функцію. Дезінтоксикаційна функція печінки плоду незначна, першочергову роль тут відіграє плацента. Після народження пупкова вена запустіває і перетворюється на круглу зв'язку печінки (лат. ligamentum teres hepatis). Венозна протока теж перетворюється на зв'язку (лат. ligamentum venosum). У недоношених дітей венозна протока може ще деякий час функціонувати.
При портальній гіпертензії пупкова вена й аранцієва протока можуть реканалізуватися і виконувати роль порто-кавального шунту.

### Пупкові артерії
Пупкові артерії є продовженням внутрішніх клубових артерій.
Після народження вони обидві перетворюються на рубцеві тяжі, так звані медіальні пупкові зв'язки (лат. ligamenta mediales umbilicales), які проходять по передній черевній стінці під паріетальною очеревиною по обидва боки від сечового міхура (їх можна побачити зі сторони черевної порожнини у вигляді довгих тонких складок).
Іноді в пуповині визначається лише одна пупкова артерія, тоді говорять про єдину пупкову артерію. Пуповина з однією судиною зустрічається рідко (приблизно у 1 % випадків).

### Урахус

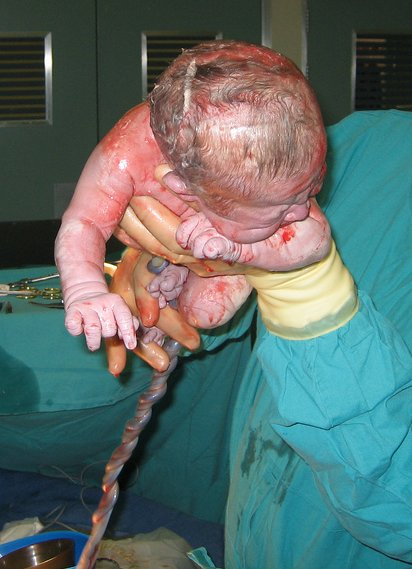
Новонароджений після кесаревого розтину з неперерізаною пуповиною

Урахус — сечова протока, що сполучає дно сечового міхура з навколоплідними водами. Після народження перетворюється на серединну пупкову зв'язку (лат. ligamentum medianum umbilicale). Її можна побачити зі сторони черевної порожнини у вигляді тонкої складки, яка розміщена по серединній лінії. Якщо урахус облітерується не повністю, можливий розвиток кісти урахуса.

### Жовтковий мішок
У пуповині перебувають залишки жовткового мішка у вигляді тонкої трубки.

## Перерізання пуповини
У людей пуповину, як правило, після народження перерізають у два етапи, щойно кров у пуповині перестає пульсувати (приблизно 5-10 хвилин після народження). Майже у всіх тварин пуповину перекушує самка або вона переривається сама. Пуповина не має больових рецепторів, тому переріз пуповини для немовлят безболісний. З пуповинної крові можна проводити забір стовбурових клітин.

## Ускладнення

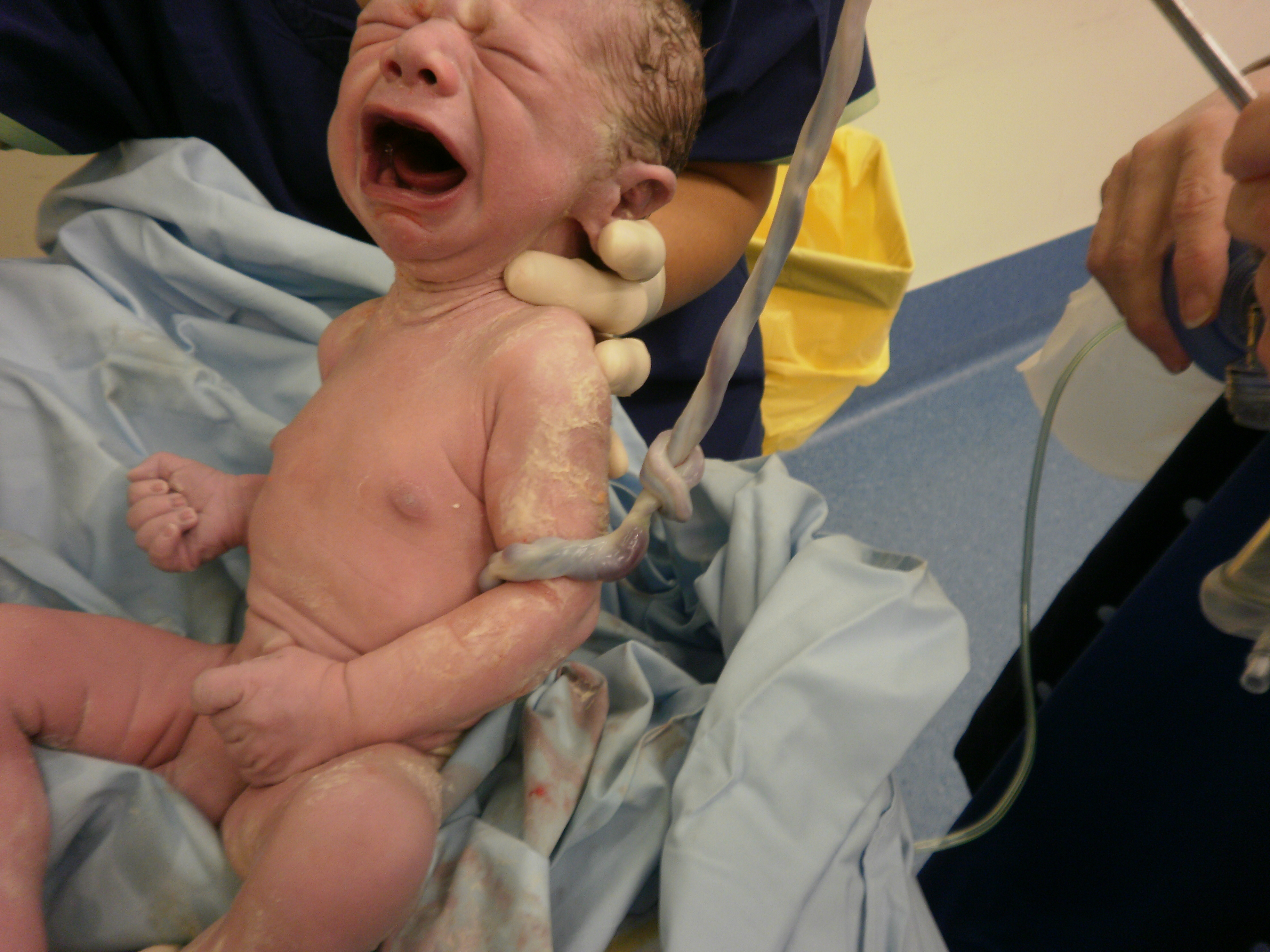
Вузол на пуповині

При вагітності і пологах можуть виникнути так звані пупкові ускладнення: обвиття пуповиною, заплутування пуповини (вузол пуповини), випадіння пуповини, передлежання пуповини.
Можливий розвиток ембріональної грижі пупкового канатика (омфалоцеле).

### Обвиття пуповини
Обвиття пуповини можливе навколо шиї, тулуба, ніжок, ручок плоду. Особливо небезпечне щільне обвиття навколо шиї. Обвиття пуповини в період пологів веде до її натягування, що звужує просвіт пуповинних судин, та до асфіксії плода. При цьому також створюється вкорочення пуповини, що уповільнює просування плода родовим каналом та навіть може викликати передчасне відшарування плаценти. Якщо асфіксія плода виникає внаслідок обвиття ще до народження, виконують перинеотомію.
Після виходу голівки, проводячи пальцями по шийці плода, визначають, чи є обвиття пуповини. У випадку обвиття обережно знімають петлю пуповини через голівку. Якщо це не вдається, на пуповину швидко накладають два затиски та між ними її перерізають ножицями, вивільняють тулуб плода якомога швидше.